# Salita al Calvario (Bruegel)

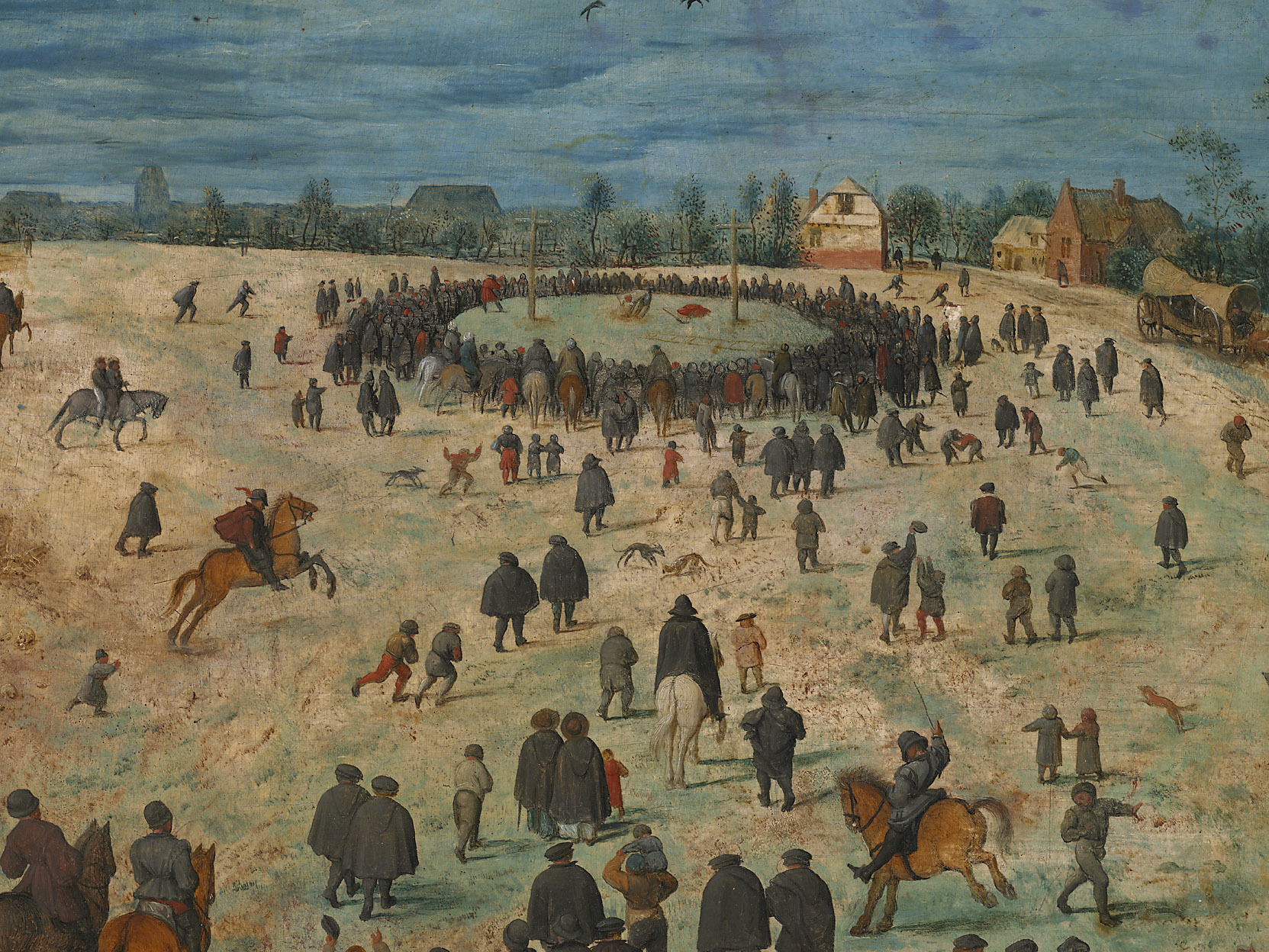
Le croci, dettaglio

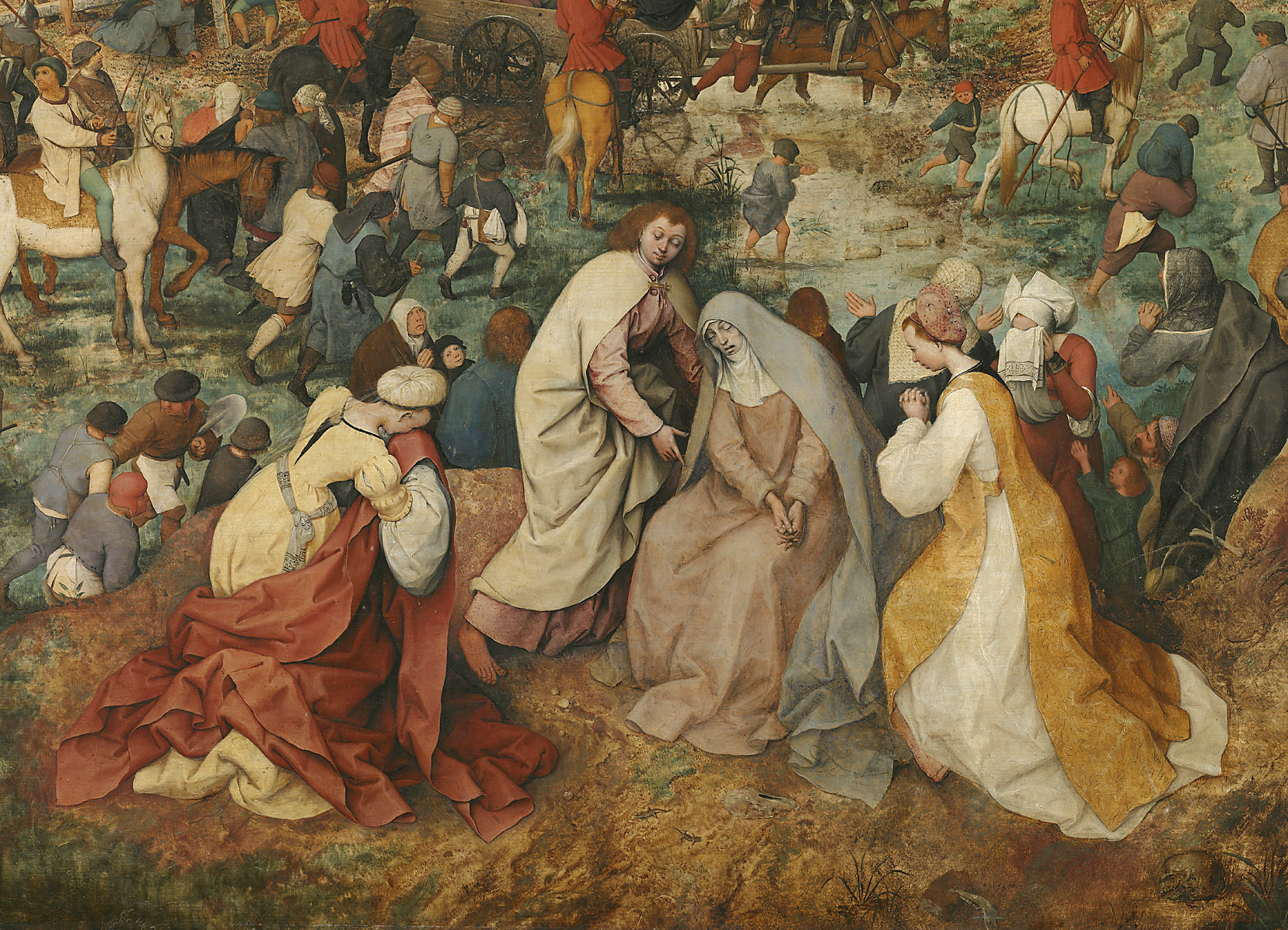
Dettaglio

La Salita al Calvario è un dipinto olio su tavola (124x170 cm) di Pieter Bruegel il Vecchio, datato 1564 e conservato nel Kunsthistorisches Museum di Vienna. È firmato in basso a destra "BRVEGEL MD.LXIIII".

## Storia
Si tratta del lavoro su tavola di dimensioni più grandi di Bruegel. Nel 1566 era nelle collezioni di Niclaes Jonghelinck ad Anversa e nel 1604 van Mander lo ricordò nei possedimenti di Rodolfo II a Praga. Trasferito poi a Vienna, nel 1809 venne requisito dai napoleonici e portato a Parigi, dove rimase fino al 1815.

## Descrizione e stile
Più di 150 personaggi affollano la composizione, quasi tutti vestiti in abiti contemporanei in modo da attualizzare il dramma cristiano, come aveva già fatto, ad esempio, Jan van Eyck. Protagonisti assoluti della tavola non sono tanto i fatti evangelici, ma il teatro naturale della folla e il paesaggio. Nel brulicare di figure, fa eccezione il gruppo in primo piano a destra delle pie donne e san Giovanni che confortano Maria. Quest'ultima figura è rappresentata attingendo alla cultura fiamminga del secolo precedente, riecheggiante volutamente i modi un po' arcaici di Rogier van der Weyden e Hugo van der Goes.
Al centro, nell'indifferenza generale, Cristo è caduto nel trasporto della croce verso il Calvario, in alto a destra, dove in una radura si è già assiepata una folla di persone, disponendosi a cerchio. Tra le sotto-scene riconoscibili, quella sinistra della moglie di Simone di Cirene che tenta di trattenerlo dall'andare ad aiutare Cristo; più a destra un carro conduce i due ladroni, consolati da due frati. Il momento rappresentato è quindi quello in cui Gesù è abbandonato dagli uomini, mettendo in scena il dramma dell'insensibilità dell'animo umano.
A parte lo sperone roccioso, il paesaggio ricorda da vicino quello fiammingo, coi mulini a vento e con una città murata che simboleggia Gerusalemme. Oscuri presagi di morte sono disseminati qua e là, come le gazze nere, i teschi di animali, la macabra ruota issata su un palo, dove venivano messi a seccare - a monito - i corpi dei delinquenti giustiziati. Alla luminosa ariosità della sinistra fa da contrasto l'oscurità a destra, filtrata da passaggi coloristici finissimi che si riflettono anche nello spegnersi della vegetazione, da verde e rigogliosa a spoglia e quasi desertica.
L'uomo vestito di bianco in basso al bordo destro è stato indicato come un possibile autoritratto del pittore, che si sarebbe rappresentato mentre guarda interdetto la scena.

## Altro
Il film I colori della passione, del regista Lech Majewski, è completamente dedicato al dipinto. Nel film si alternano analisi da parte dell'autore dell'opera, interpretato da Rutger Hauer, e scene tratte dal quadro stesso.

## Altre immagini

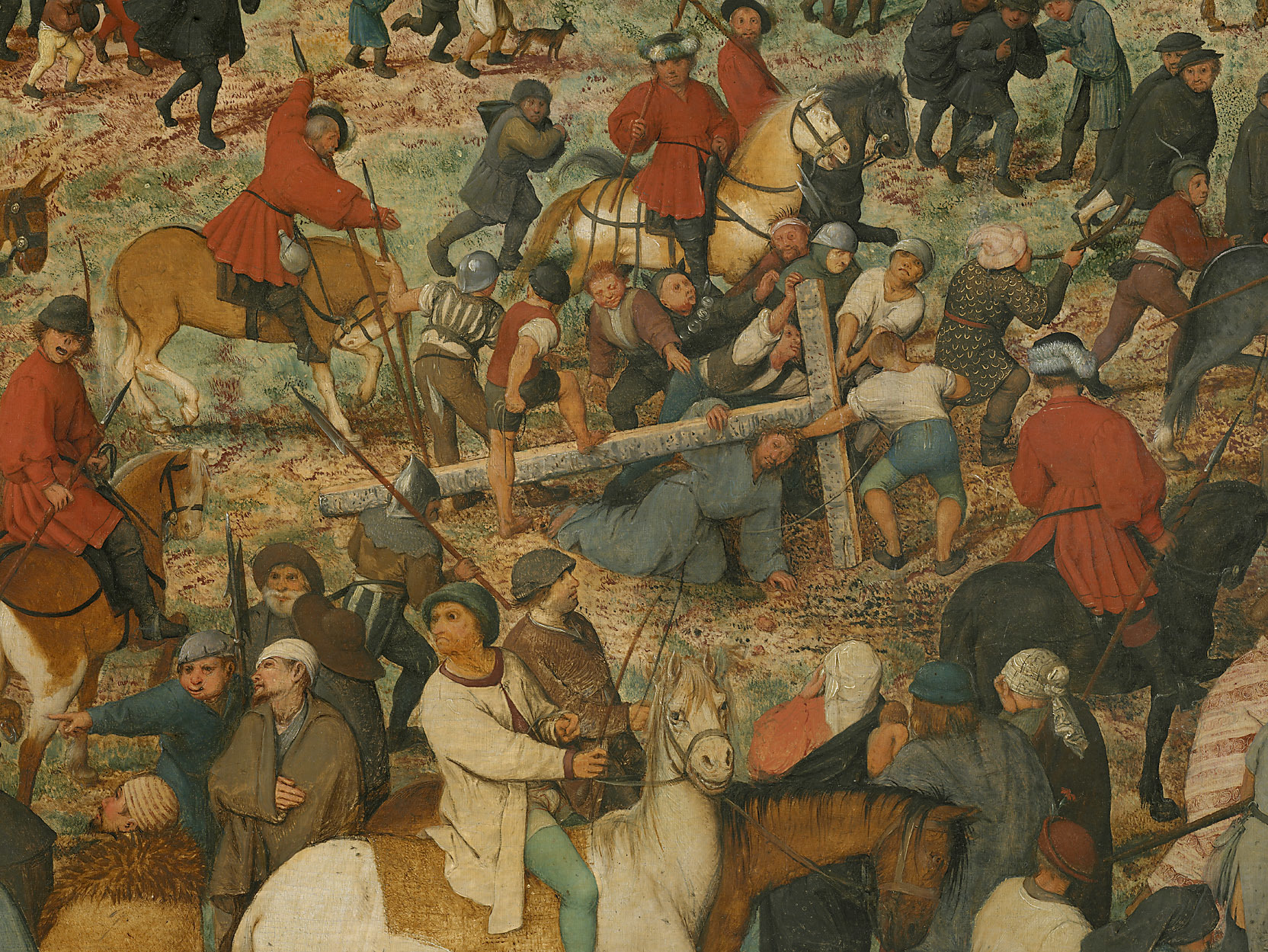
Cristo cade nel trasporto della croce
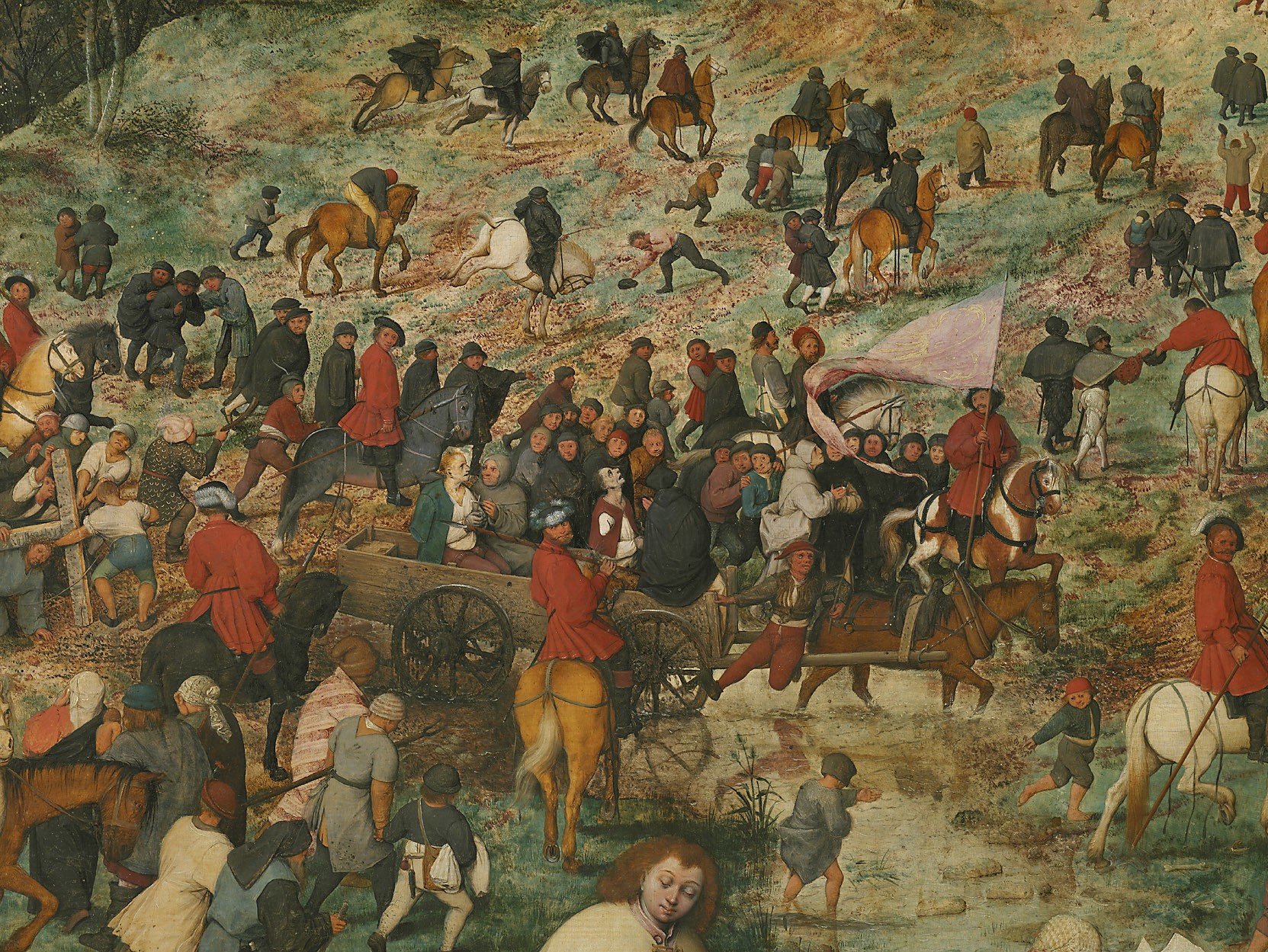
Il carro coi ladroni
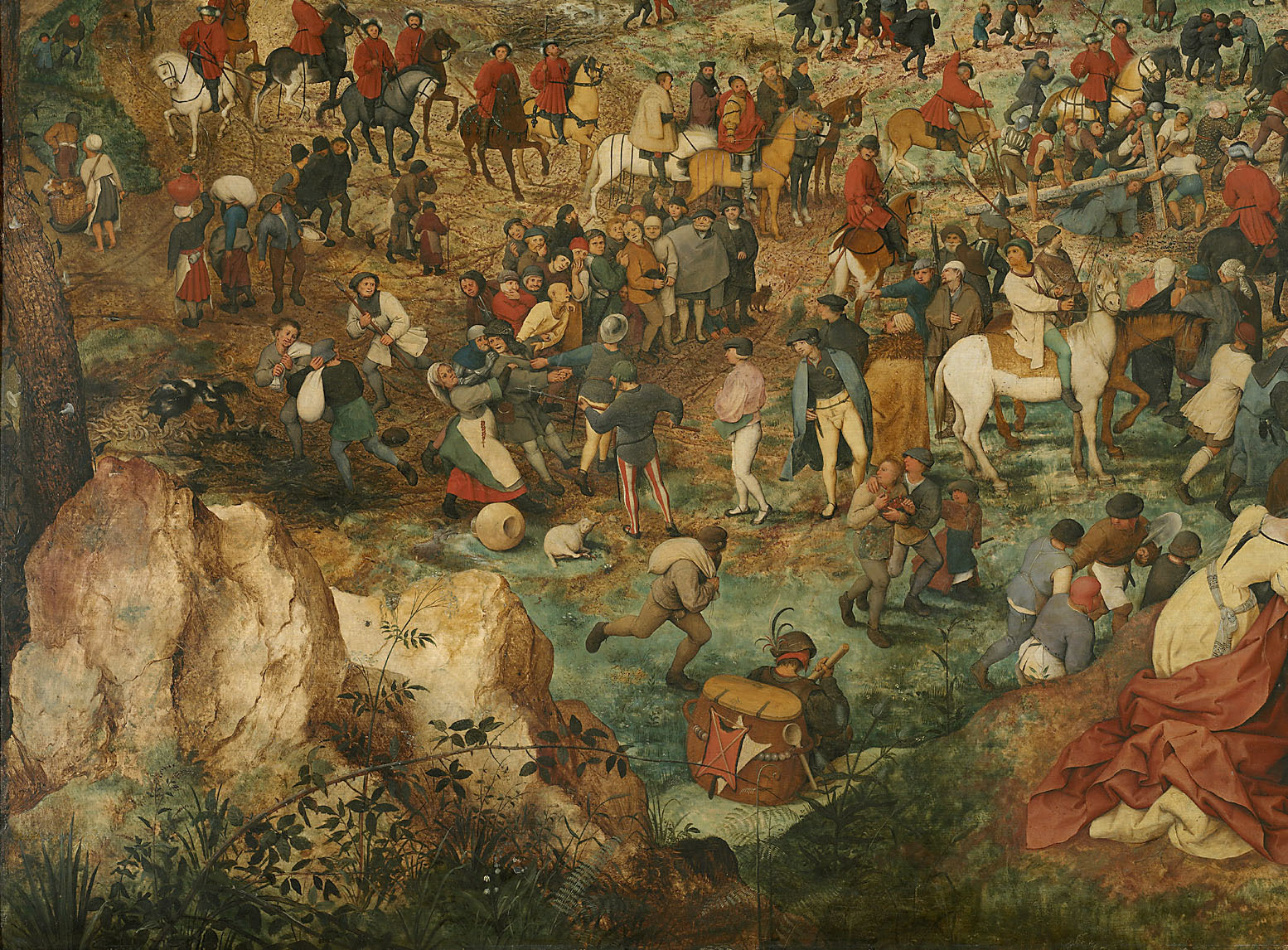
Simone di Cirene
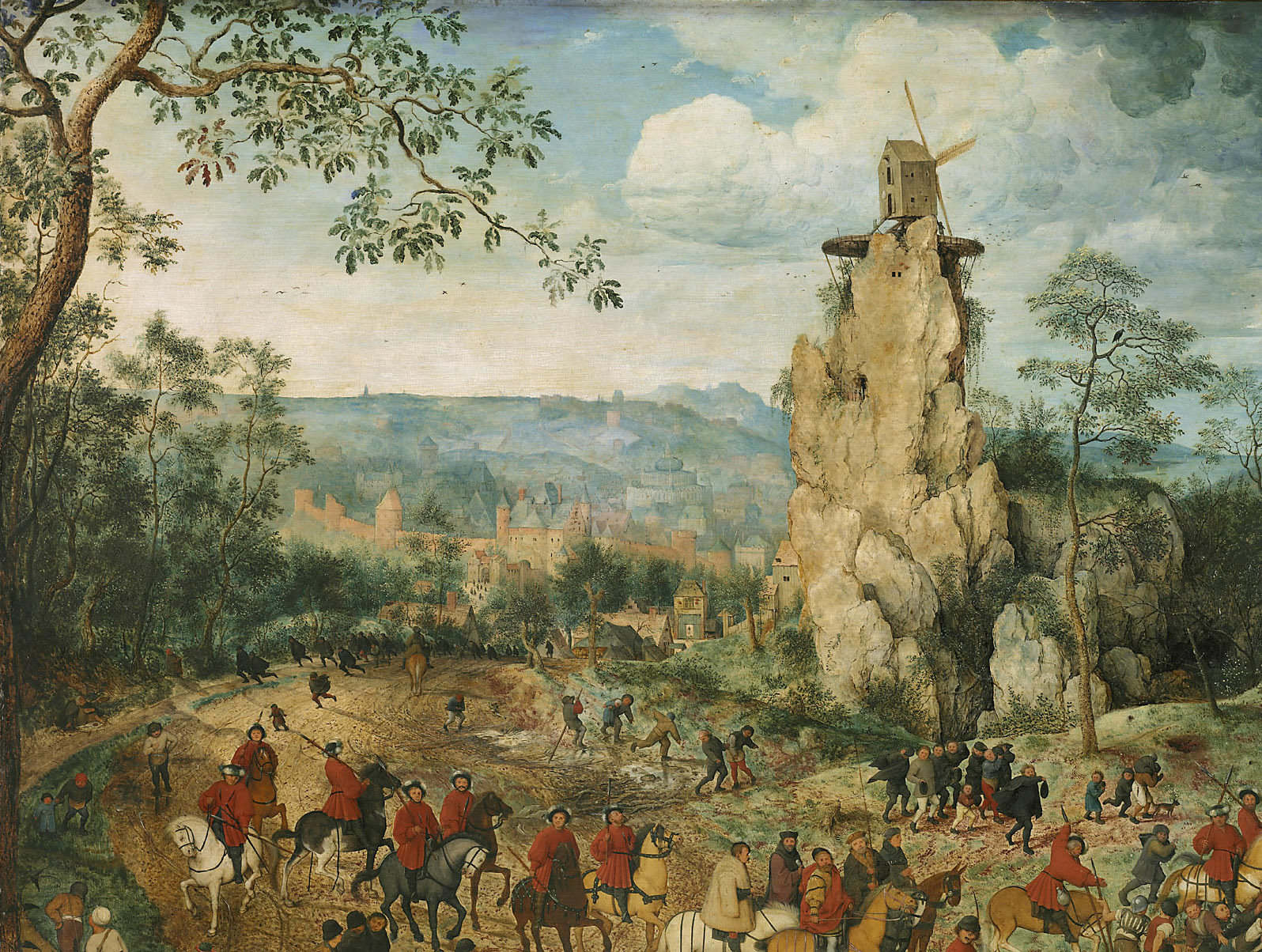
Il paesaggio